# Adama Diop
Adama Diop (Dakar, 28 luglio 1968 – 23 novembre 1997) è stata una cestista senegalese.

## Carriera
Con il Senegal ha partecipato ai Campionati mondiali del 1990.